# أحمد بهزاد
أحمد إبراهيم محمود بهزاد  سياسي بحريني شغل منصب عضو مجلس الشورى من 2006 ولغاية 2018.

## السيرة الذاتية
ولد بهزاد في العاصمة المنامة. حصل على الثانوية العامة.
اتجه إلى القطاع الخاص حيث أسس ورأس مجلس إدارة شركة إيلامس للتجارة و المقاولات منذ عام 1973 وشركة بهزاد للإنارة وشركة بهزاد التجارية بالمملكة العربية السعودية وشركة إيلامس لصناعة الألمنيوم وشركة بهزاد أريناتك الصناعية وشركة بهزاد اريناتك للمقاولات الكهربائية وشركة كوهلر للاثاث وأعمال الديكورات وشركة أنطمة السلامة وشركة نبتون العالمية وشركة بيكون للمقاولات وشركة شاتو - أبوظبي ومجموعة بهزاد القابضة. في انتخابات عام 2002 فاز بمقعد الدائرة السادسة في محافظة العاصمة بعدما جمع 1906 صوت ما نسبته 86.99%. تم تعيينه عضوا في مجلس الشورى من 2006 وحتى الآن.